# Тепеака
Тепеа́ка (исп. Tepeaca) — город в Мексике, в штате Пуэбла. Административный центр одноимённого муниципалитета. Полное название города — Тепеа́ка-де-Негре́те (исп. Tepeaca de Negrete).
Население 27 449 человек (на 2010 год).

## История
Город основал Эрнан Кортес.